# Алкмеон в Коринфе
«Алкмеон в Коринфе» (др.-греч. Ἀλκμαίων ὁ διὰ Κορίνθου, Alkmaiōn ho dia Korinthou) — трагедия древнегреческого драматурга Еврипида, поставленная в 405 году до н. э., после смерти автора. Её текст утрачен за исключением ряда небольших фрагментов, некоторые из которых могут относиться к написанному позже «Алкмеону в Псофиде». Сохранилось также описание сюжета трагедии, включённое Псевдо-Аполлодором в его «Мифологическую библиотеку».

## Сюжет
Центральный персонаж пьесы — герой акарнанских мифов Алкмеон. Ища убежище после совершённого им матереубийства, он оставляет своих детей Амфилоха и Тисифону в Коринфе, на попечении местного царя Креонта. Жена последнего Мегара, чувствуя к Тисифоне ревность, продаёт её в рабство. Алкмеон случайно покупает дочь, не узнав её, возвращается в Коринф и там воссоединяется с семьёй.

## История текста
Еврипид работал над «Алкмеоном в Коринфе» в Македонии, в последний год своей жизни. Рукопись после похорон доставили в Афины и передали семье драматурга. Сын, Еврипид Младший, в 405 году до н. э. поставил пьесу на сцене вместе с «Вакханками» и «Ифигенией в Авлиде». Этот драматический цикл, объединённый, по мнению некоторых антиковедов, темой детоубийства, занял в состязании первое место.
Более поздние эпизоды мифологической биографии Алкмеона Еврипид положил в основу трагедии «Алкмеон в Псофиде». Текст обеих пьес практически полностью утрачен.